# Slag bij Pollentia
De Slag bij Pollentia vond plaats tijdens de Gotische Oorlog van 402-403 op 6 april 402 en werd gestreden tussen het West-Romeinse leger en de Visigoten. Het leger van de Romeinen stond onder bevel van generaal Stilicho en de Visigoten werden geleid door hun koning Alarik I. De veldslag eindigde in het voordeel van de Romeinen. De Visigoten werden verslagen en verkregen een vrije aftocht.

## Aanleiding
Begin 401 had het Romeinse leger ten noorden en westen van de Alpen zijn handen vol aan een opstand van de Vandalen en invallen van de Hunnen, versterkt met Alanen en Ostrogoten in de Donaugebieden. Gebruikmakend van de afwezigheid van het leger verlieten de Visigoten hun vestigingsgebied in Zuid-Illyrië, trokken de Julische Alpen over en vielen in november Italië binnen. Vrij gemakkelijk rukten zij op en omsingelden Milaan, de residentie van de keizer.
De opperbevelhebber van het Romeinse leger Stilicho was op veldtocht in Pannonië en kon niet direct reageren. Pas nadat hij de Vandalen had verdreven en een einde had gemaakt aan de vijandelijkheden kon hij zijn aandacht richten op de inval in Italië. Hij versterkte het leger met troepen uit Gallië en Brittannië.
Zodra zijn leger op sterkte was rukte Stilicho op tegen de Visigoten. Met een groot zwaarbewapend leger bevrijdde hij Milaan. De Visigoten durfden dit Romeinse leger niet tegemoet te treden en weken uit naar Genua. Bij Pollentia versperde het Romeinse leger de Visigoten de weg naar het zuiden.

## De veldslag
Op 6 april 402 ontmoetten de legers elkaar ten zuiden van Asti, aan het riviertje de Tanaro. Hier vond de veldslag plaats. Er werd voornamelijk op vlak terrein dicht bij de rivieroevers gevochten, omdat de Visigotische ruiterij in het heuvelland niet goed kon manoeuvreren. Toen de legers op elkaar introkken, hadden de Romeinen aanvankelijk een licht voordeel, waardoor zij de Visigoten konden terugdringen. Niettemin lukte het de Visigotische cavalerie de ruiterij van Stilicho een zware slag toe te brengen, waardoor de rechterflank van de Romeinen vernietigd werd. Het centrum waar Stilicho zelf het commando over voerde, en dat gevormd werd door ervaren legionairs hield stand en de aanvallen van de Visigotische ruiters liepen dood. Vanwege de onverzettelijkheid van het Romeinse voetvolk eindigde de strijd onbeslist. De Visigoten die zich op grote afstand van hun thuisbasis bevonden onderhandelden over een vrije aftocht. Zij verkregen deze in ruil voor achterlating van hun oorlogsbuit.